# Kościół św. Stanisława w Dąbrowie Białostockiej
Kościół pw. Świętego Stanisława w Dąbrowie Białostockiej – rzymskokatolicki kościół parafialny znajdujący się w mieście Dąbrowa Białostocka, w województwie podlaskim. Należy do dekanatu Dąbrowa Białostocka archidiecezji białostockiej.

## Historia

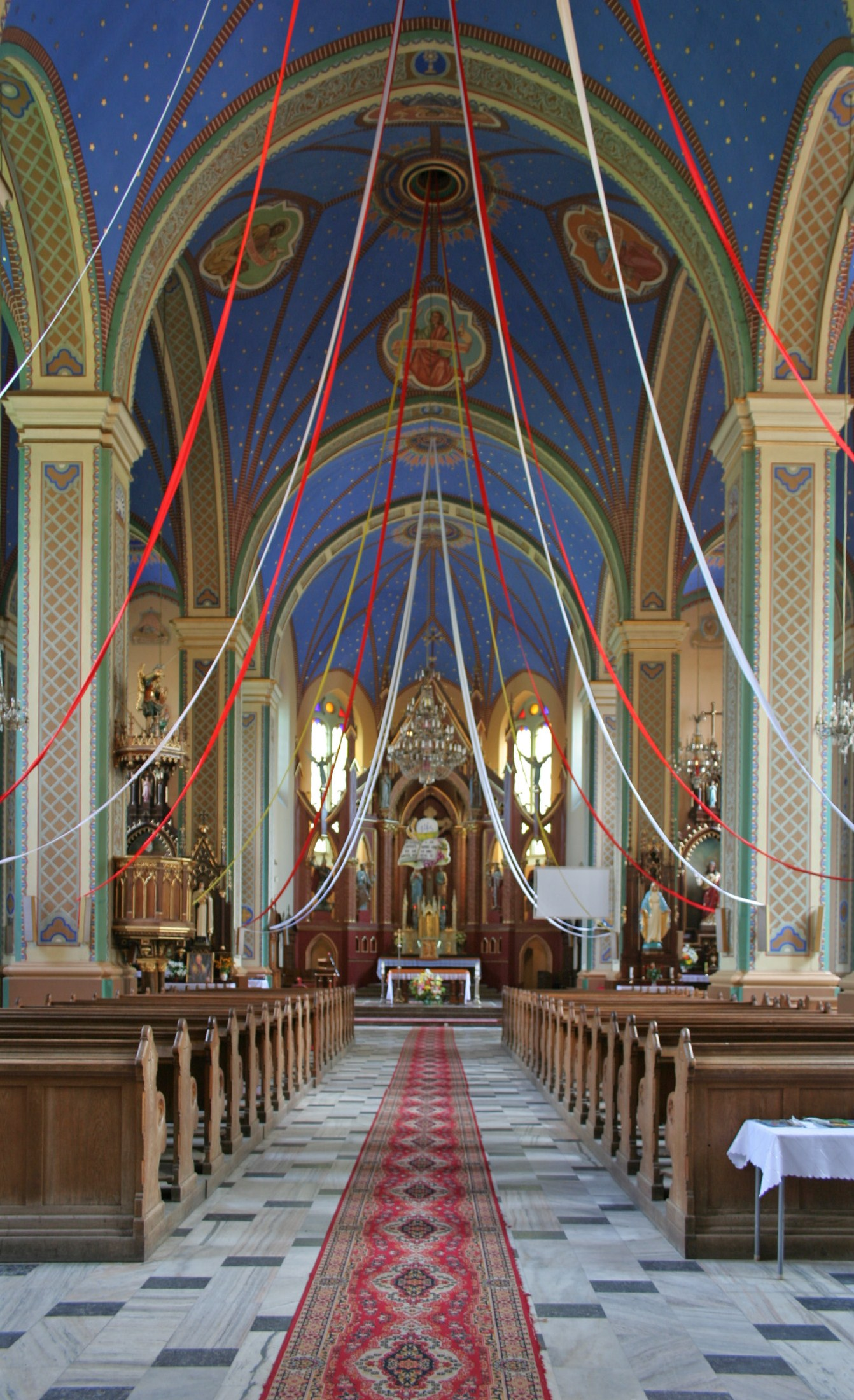
Wnętrze świątyni

Obecny murowany kościół został wybudowany w stylu neogotyckim w latach 1897-1902, konsekrowany w 1905 roku przez biskupa wileńskiego Edwarda von Roppa. Poprzednia świątynia drewniana została rozebrana przez wiernych, ponieważ obawiali się, że nowa świątynia zostanie przekazana mniszkom prawosławnym, natomiast stara pozostanie w ich rękach. W dwudziestoleciu międzywojennym powstały dwa nowe ołtarze i odnowiono wnętrze świątyni.
29 marca 2020 r. podczas niedzielnego nabożeństwa w kościele miała miejsce interwencja policji w związku z naruszeniem przez miejscowych wiernych i duchowieństwo narodowej kwarantanny, wprowadzonej przez polski rząd na skutek globalnej pandemii koronawirusa SARS-CoV-2. Ówczesne regulacje przeciwepidemiczne ograniczały maksymalną liczbę uczestników zgromadzeń publicznych i uroczystości religijnych do 5 osób, natomiast w świątyni zgromadziło się ponad 50 wiernych. Zdarzenie to  odbiło się szerokim echem w ogólnopolskich środkach masowego przekazu i było przedmiotem debaty publicznej. Wobec miejscowej parafii rzymskokatolickiej wszczęte zostało wstępne postępowanie wyjaśniające mające na celu skierowanie sprawy do sądu. Był to jeden z dwóch najbardziej rażących przypadków przekroczenia przepisów sanitarnych w województwie podlaskim, drugi miał miejsce w cerkwi św. Jerzego w Białymstoku.